# Anthony Le Duey
Anthony Le Duey, né le 14 octobre 1973 au Havre, est un triathlète et duathlète français. Il a été multiple champion de France de duathlon sur courte et longue distance.

## Biographie

### Jeunesse
Anthony Le Duey commence les pratiques sportives au travers du football au Havre AC jusqu’à l'âge de 18 ans. Il pratique le triathlon à partir de 1997, après l'avoir découvert sur une compétition de promotion en 1996. À la suite de l'obtention de son baccalauréat, il se dirige vers une licence STAPS puis un CAPES et devient professeur d'éducation physique et sportive.

### Carrière en triathlon et duathlon
Anthony Le Duey acquiert la plus grande partie de ses titres sur des compétitions de duathlon.
En 2012, il prend la seconde place des championnats d'Europe de duathlon longue distance en Hollande, derrière le champion du monde de Powerman Duathlon, Joerie Vansteelant. La course partant sur un rythme très élevé, il cède du terrain sur la première partie en course à pied et temporise dans les deux premiers tours de la partie vélo. Il porte son attaque sur le troisième et dernier tour, pour arriver à la deuxième transition avec deux minutes et vingt secondes de retard sur Vansteelant et 40 secondes sur ses premiers poursuivants. Il accélère dans la seconde épreuve de course à pied et comble une partie de son retard sur la tête de course, agrandissant son avance sur ses poursuivants, pour se maintenir sur la seconde marche du podium.
En 2013, il remporte le titre de champion de France de duathlon, le second sur longue distance après avoir conquis cinq fois celui sur courte distance et après avoir échoué en 2012, à la suite d'une crevaison qui le prive de la victoire. À l'issue de la première épreuve de course à pied, qui se dispute sur sept kilomètres, il se place en tête de la compétition accompagné par trois autres duathlètes, tous à même de remporter l’édition. Prenant les commandes de la partie vélo, sur un parcours vallonné de 60 kilomètres sans grande difficulté, il ne crée pas d’écarts importants dans cette partie et le groupe arrive compact à la deuxième transition. Au cours de l'épreuve finale de course à pied, longue de 14 kilomètres, il impose dès le départ un rythme élevé. Malgré les tentatives de ses poursuivants Thibaut Humbert et Yannick Cadalen, vainqueurs respectivement en 2011 et 2012, il maintient son avance et remporte son 7e titre de champion de France, le deuxième après 2010 sur longue distance.

### Relations avec la FFTri
Anthony le Duey n'a jamais fait mystère de ses reproches publics à la Fédération française de triathlon. En 2012, il exprime ses regrets dans la presse spécialisée constatant que la fédération ne soutient pas suffisamment, selon son point de vue, les duathlètes et le duathlon en général. Il estime que des duathlètes de haut niveau comme Thibault Humbert, vice-champion du monde 2011, ou Yannick Cadalen, champion de France U23, doivent obtenir un meilleur soutien de la part de la Fédération, comme pour les triathlètes. Il déplore alors que la fédération française ne suive pas l'exemple de ses homologues européens ou internationaux qui évoluent vers plus de soutien à la pratique du duathlon.

## Palmarès
Le tableau présente les résultats les plus significatifs (podiums) obtenus sur le circuit national et international de duathlon depuis 2000.
| Année | Compétition                                | Pays     | Résultat           | Temps           |
| ----- | ------------------------------------------ | -------- | ------------------ | --------------- |
| 2014  | Powerman Duathlon Geel (M)                 | Belgique | Médaille d'or      | 2 h 34 min 53 s |
| 2013  | Championnat de France de duathlon (L)      | France   | Médaille d'or      | Timing          |
| 2012  | Championnat d'Europe de duathlon (M)       | Pays-Bas | Médaille d'argent  | 2 h 44 min 20 s |
| 2011  | Championnat de France de duathlon (L)      | France   | Médaille d'argent  | 3 h 30 min 59 s |
| 2010  | Championnat de France de duathlon (L)      | France   | Médaille d'or      | Timing          |
| 2010  | Championnat d'Europe Powerman Duathlon (M) | Pays-Bas | Médaille d'or      | 2 h 48 min 36 s |
| 2010  | Powerman Duathlon Zofingue (L)             | Suisse   | Médaille de bronze | 6 h 27 min 56 s |
| 2009  | Powerman Duathlon Zofingue(L)              | Suisse   | Médaille de bronze | 6 h 59 min 44 s |
| 2008  | Grand Prix de triathlon (équipe club)      | France   | Médaille d'or      |                 |
| 2008  | Powerman Malaysie                          | Malaisie | Médaille d'argent  | 2 h 47 min 42 s |
| 2008  | Championnat de France de run and bike      | France   | Médaille d'or      | Timing          |
| 2007  | Grand Prix de triathlon (équipe club)      | France   | Médaille d'or      |                 |
| 2007  | Coupe de France de duathlon                | France   | Médaille d'or      | Timing          |
| 2006  | Championnat de France de duathlon          | France   | Médaille d'or      | Timing          |
| 2006  | Grand Prix de triathlon (équipe club)      | France   | Médaille d'or      |                 |
| 2005  | Coupe du monde duathlon - Corner Brook     | Canada   | Médaille d'or      | 1 h 48 min 20 s |
| 2004  | Coupe du monde duathlon - Varallo-Sesia    | Italie   | Médaille de bronze | 1 h 50 min 27 s |
| 2004  | Championnat de France de duathlon          | France   | Médaille d'argent  | Timing          |
| 2003  | Championnat de France de duathlon          | France   | Médaille d'or      | 1 h 52 min 14 s |
| 2003  | Championnat d'Europe de duathlon           | Italie   | Médaille d'argent  | Timing          |
| 2002  | Championnat de France de duathlon          | France   | Médaille d'or      | Timing          |
| 2000  | Championnat de France de duathlon          | France   | Médaille d'or      | Timing          |